# Vlag van Salamanca

Vlag van de provincie Salamanca

De vlag van de Spaanse provincie Salamanca bestaat uit een karmozijnrood veld met in het midden het provinciale wapen. De vlag heeft een lengte:breedte-verhouding van 2:3, waarbij de hoogte van het wapenschild ongeveer een derde is van de vlaglengte. Het is niet bekend wanneer deze vlag officieel als provincievlag is ingesteld. Het wapen toont de wapens van 5 steden in de provincie: Béjar, Ciudad Rodrigo, Peñaranda de Bracamonte, Vitigudino en op het hartschild de stad Salamanca.